# Oscar van Rappard
Oscar Emile van Rappard (Probolinggo, 2 de abril de 1896 - 18 de abril de 1962) foi um futebolista neerlandês, medalhista olímpico.
Oscar van Rappard competiu nos Jogos Olímpicos de Verão de 1920 na Antuérpia. Ele ganhou a medalha de bronze.